# آورورا (دیزنی)
آورورا (به انگلیسی: Aurora) همچنین شناخته‌شده به عنوان زیبای خفته یا بریار رُز، یک شخصیت خیالی است که در شانزدهمین فیلم پویانمایی بلند والت دیزنی، زیبای خفته (۱۹۵۹) ظاهر می‌شود. آورورا که در اصل توسط خواننده مری کاستا صداپیشگی شد، تنها فرزند پادشاه استفان و ملکه لیا است. پری شیطانی به نام مالیفیسنت به دنبال انتقام دعوت نشدن به مراسم تعمید آورورا است و پرنسس تازه متولد شده را نفرین و پیش‌بینی می‌کند که او قبل از غروب خورشید در شانزدهمین سالگرد تولدش با خراش دادن انگشت خود روی دوک چرخ نخ ریسی خواهد مرد. با این حال مری‌ودر توانست نفرین را تضعیف کند تا آورورا به جای مرگ به خواب عمیقی فرورود. سه پری خوب که مصمم به جلوگیری از این امر هستند، آورورا را به عنوان یک دهقان بزرگ می‌کنند تا از او محافظت کنند و صبورانه منتظر تولد شانزده سالگی او هستند - روزی که این طلسم تنها با یک بوسه از شاهزاده فیلیپ، عشق واقعی او شکسته می‌شود.
آورورا بر اساس پرنسس در افسانه «زیبای خفته» از شارل پرو پایه‌گذاری شده و همچنین قهرمانی است که در بازگویی داستان برادران گریم به نام «بریار رز کوچولو» ظاهر می‌شود. والت دیزنی خودش برای چندین سال برای یافتن بازیگر مناسب برای صداپیشگی پرنسس تلاش کرد و تقریباً فیلم را به‌طور کامل رها کرد تا اینکه کوستا توسط آهنگساز والتر شومان کشف شد. با این حال، لهجه جنوبی کاستا تقریباً به قیمت این نقش تمام شد تا اینکه او ثابت کرد که می‌تواند لهجه بریتانیایی را در طول فیلم حفظ کند. برای تطبیق با پس‌زمینه‌های جزئیات بی‌سابقه فیلم، طراحی دقیق آورورا بیش از آنچه که قبلاً برای یک شخصیت انیمیشنی صرف شده بود، با الهام گرفتن از انیماتورها از هنر نو به تلاش بیشتری نیاز داشت. پویانما مارک دیویس، هیکل باریک آورورا را از آدری هپبورن الهام گرفت. با تنها ۱۸ خط دیالوگ و به همان اندازه چند دقیقه زمان نمایش، این شخصیت کمتر از هر شخصیت اصلی سخنگو در یک پویانمایی بلند دیزنی صحبت می‌کند.
هنگامی که زیبای خفته برای اولین بار در سال ۱۹۵۹ اکران شد، این فیلم یک شکست انتقادی و تجاری بود و استودیو را از اقتباس افسانه‌ها به فیلم‌های پویانمایی برای سه دهه منصرف کرد. خود آورورا به دلیل انفعال و شباهت‌هایش به سفیدبرفی، نقدهای منفی از منتقدان فیلم و فمینیست دریافت کرد و تا زمانی که آریل از پری دریایی کوچولو ۳۰ سال بعد در سال ۱۹۸۹ به نمایش درآمد، آخرین پرنسس دیزنی باقی ماند. با این حال، اجرای آوازی کاستا مورد ستایش قرار گرفت، که الهام بخش او برای دنبال کردن یک حرفه تمام وقت به عنوان یک خواننده اپرا با موفقیت بزرگ بود. از نظر زمانی، آورورا سومین پرنسس دیزنی است. ال فانینگ، بازیگر، نسخه لایو اکشن آورورا را در فیلم مالفیسنت (۲۰۱۴) به تصویر کشید، که بازگویی فیلم پویانمایی زیبای خفته در سال ۱۹۵۹ از منظر شخصیت عنوان بود. فانینگ برای به تصویر کشیدن آورورا در مالفیسنت: بانوی اهریمنی (۲۰۱۹) بازگشت که داستان آن پنج سال بعد اتفاق می‌افتد.